# Borgo metropolitano di Finsbury
Il borgo metropolitano di Finsbury fu un municipio metropolitano della vecchia contea di Londra esistito fra il 1900 e il 1965.

## Storia
L'autorità municipale fu istituita razionalizzando l’intricata geografia dell’area a nord della City, racchiudendo più o meno interamente cinque parrocchie o quartieri, tra cui principalmente quelli corrispondenti all’odierna Clerkenwell e alla Finsbury storica, e fu subito sottoposto all'autorità provinciale del Consiglio della Contea di Londra. 
Esteso per 2,5 km², costituì un caso di costante declino demografico, passando da oltre centomila residenti ad inizio Novecento a soli trentamila abitanti nei primi anni Sessanta.
Il palazzo municipale fu costruito a fine Ottocento dalla parrocchia civile di Clerkenwell. Dopo la creazione della Grande Londra, l'area fu annessa dal borgo londinese di Islington, e il vecchio municipio fu usato per cerimonie, mostre e attività culturali.